# Forum Obywatelskie

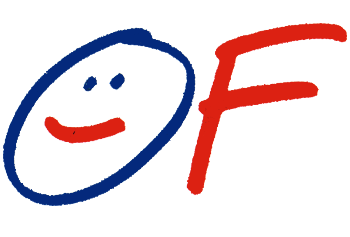
Logo Forum Obywatelskiego

Forum Obywatelskie (cz. Občanské fórum, OF) – czeski ruch polityczny, działający w latach 1989–1991, którego współzałożycielem i następnie nieformalnym liderem był Václav Havel.

## Historia
Forum Obywatelskie powstało 19 listopada 1989 w Pradze w okresie aksamitnej rewolucji w Czechosłowacji. Stanowiło platformę dla środowisk politycznych i obywatelskich oraz osób indywidualnych odrzucających reżim komunistyczny i dążących do demokratyzacji kraju. OF miało luźną strukturę, jego nieformalnym przywódcą był Václav Havel. W tym samym czasie na Słowacji powstał jego odpowiednik – ruch polityczny Społeczeństwo przeciw Przemocy (VPN).
Forum Obywatelskie zdecydowanie zwyciężyło w wyborach parlamentarnych w 1990. W przypadku Zgromadzenia Federalnego w skali Czech uzyskało blisko 50% w głosowaniu do Izby Narodów (50 mandatów) i ponad 53% do Izby Ludowej (68 mandatów). OF zwyciężyło również w wyborach do Czeskiej Rady Narodowej (prawie 50% głosów i 127 mandatów).
Na poziomie federacji ruch zawarł koalicję z VPN, w Czechach współpracował z chadekami. W październiku 1990 wybrano oficjalnego przewodniczącego OF, którym został Václav Klaus. Forum sytuowało się politycznie po stronie centroprawicy, dochodziło jednak w nim do podziałów i krystalizowania się lewego skrzydła. Wkrótce zaczęło dochodzić do rozłamów – tuż po wyborach szeregi OF opuściła Partia Liberalno-Demokratyczna, a na początku 1991 wyodrębniły się m.in. Obywatelska Partia Demokratyczna, Obywatelski Sojusz Demokratyczny i Ruch Obywatelski. Wiązało się to z faktycznym zakończeniem działalności przez Forum Obywatelskie.